# Berliet GMS
Berliet GMS war die Bezeichnung für ein vom französischen Kraftfahrzeughersteller Berliet in Lyon 1937 hergestelltes Fahrgestell.

## Geschichte und Technik
Der Berliet GMS erhielt seine allgemeine Betriebserlaubnis am 30. Dezember 1937. Das S (wohl für surbaisse = tiefergelegt) in der Typenbezeichnung lässt darauf schließen, dass das Fahrzeug einen Tiefbettrahmen hatte. Eingebaut war ein wassergekühlter Sechszylinder-Ottomotor des Typs MKU, der steuerlich mit 30 CV eingestuft wurde. Die effektive Höchstleistung wird – damaliger Sitte in Frankreich folgend – in den Quellen nicht angegeben, dürfte aber bei mindestens 90 PS gelegen haben. Die übrigen technischen Daten können der Info-Box entnommen werden.
Irgendwelche reservierten Chassisnummernbänder oder Stückzahlen sind in den Archivunterlagen der Firma Berliet nicht genannt. Hieraus ist zu schließen, dass es sich um ein Einzelstück (Prototyp oder Versuchsfahrzeug) handelte.

### Originalquellen
Eine Publikation, in der alle vor 1945 gebauten Berliet-Typen individuell abgehandelt wären, gibt es nicht. Neben der unten erwähnten Literatur wurde auf folgende in der Fondation Berliet verwahrte Originalunterlagen zurückgegriffen:
- "Fiches des Mines": Es handelt sich um die Unterlagen zur Erteilung einer allgemeinen Betriebserlaubnis, hierfür ist in Frankreich der "Inspecteur des mines" sachlich zuständig. Diese Unterlagen sind chronologisch geordnet und nummeriert. Nicht zu jedem Typ bzw. Variante gibt es entsprechende Unterlagen, teils, weil sie wohl als Untervarianten eines Typs verstanden wurden, für den eine gesonderte Erlaubnis nicht erforderlich war, teils wohl, weil diese Unterlagen im Laufe der letzten 100 Jahre verlorengegangen sind. Bei Militärtypen gibt es Hinweise, dass eine Betriebserlaubnis direkt durch militärische Dienststellen erfolgte, was entsprechende "fiches des mines" überflüssig machte. Die Quellenbezeichnung lautet: "Fiches No...."
- "Etat des véhicules utilitaires et autobus declares aux mines depuis 1920", eine 15-seitige Zusammenstellung vom 1. Dezember 1941, enthält insbesondere die reservierten Chassisnummernbänder, die jedoch vielfach nicht vollständig ausgeschöpft wurden, einige Typen bzw. Varianten werden nicht erwähnt, Quellenbezeichnung lautet: "Etat S..."
- "Nombre de véhicules construits de 1930 à 1942", siebenseitige Zusammenstellung der zwischen 1930 und 1942 gebauten Stückzahlen an Nutzfahrzeugen, erstellt wohl 1943, erste Seite leider teilweise irreparabel verderbt, teilweise werden mehrere Typen bzw. Varianten zusammengefasst, Quellenbezeichnung lautet: "Nombre S...."

### Sonstige Literatur
- Monique Chapelle: Berliet. 1. Auflage. EMCE, Saint-Chamond 2016, ISBN 978-2-35740-049-8.
- Christophe Puvilland: Berliet 1905–1978, toute la gamme omnibus, autocars, autobus et trolleybus. 1. Auflage. histoire&collections, Paris 2008, ISBN 978-2-35250-059-9.
- François Vauvillier: Tous les Berliet militaires 1914–1940, vol.1: les camions. histoire&collections, Paris 2019, ISBN 978-2-35250-496-2.